# Maria Veronica Reina
Pour les articles homonymes, voir Reina.
Maria Veronica Reina est une éducatrice psychologiste (en) argentine.

## Biographie

### Enfance et formation
Elle est originaire d’Argentine. Elle est diplômée de l’Université catholique de Santa Fe.

### Carrière
Elle travaille comme psychopédagogue, spécialiste des troubles d’apprentissage.
Elle est directrice des programmes internationaux de BBI et directrice exécutive du Partenariat mondial pour le handicap et le développement,.
Elle représente l’International Disability Consortium, la coalition d’organisations de personnes handicapées, lors de la négociation de la Convention des Nations Unies relative aux droits des personnes handicapées (2001-2006).

### Mort
Elle est décédée le 27 octobre 2017 dans sa ville natale de Rosario.

## Prises de positions
Elle promeut les droits des handicapés.